# Wierchnij Studieniec (obwód lipiecki)
Wierchnij Studieniec (ros. Верхний Студенец) – wieś (sieło) w Rosji, w obwodzie lipieckim, w rejonie zadońskim. W 2010 liczyła 543 mieszkańców.